# Cheria
Cheria är en ort i Algeriet.   Den ligger i provinsen Tébessa, i den nordöstra delen av landet, 500 km öster om huvudstaden Alger. Cheria ligger 1 094 meter över havet och antalet invånare är 72 095.
Terrängen runt Cheria är huvudsakligen platt, men österut är den kuperad. Runt Cheria är det ganska glesbefolkat, med 50 invånare per kvadratkilometer. Det finns inga andra samhällen i närheten. Trakten runt Cheria består till största delen av jordbruksmark.